# كأس روسيا البيضاء 2011–12
كأس روسيا البيضاء 2011–12 (بالروسية: Кубок Белоруссии по футболу 2011/2012)‏ هو الموسم 21 من كأس روسيا البيضاء. أقيم خلال الفترة 14 يونيو 2011 وحتى 20 مايو 2012، وأشرف على تنظيمه اتحاد روسيا البيضاء لكرة القدم، وكان عدد الأندية المشاركة فيه 48، وفاز فيه نادي نافتان نوفوبولوتسك.